# Amando Ivančić
Amando Ivančić (Ivancsics, Ivanschiz, Ivanschütz, Ivantschitsch, Ivantschiz; Amandus, krsno ime Matthias Leopold) (Bečko Novo Mjesto, 1727. − ?, prije 29. prosinca 1762.), hrvatski barokno-klasicistički skladatelj iz Austrije, rimokatolički svećenik iz reda pavlina

## Životopis
Rodio se je 1727. godine. Po ocu je Hrvat iz Gradišća, iz sela Pajngerta (Pajngrta). U Bečkom Novom Mjestu ušao je u pavlinski red. Polovicom 1744. svećenićki je pripravnik, a za svećenika se je zaredio studenoga 1750. godine. Pretkraj godine pjevao je mladu misu u rodnom gradu.
Mladost proveo boraveći u pavlinskom samostanu Bečkom Novom Mjestu. Boravio u pavlinskom samostanu Maria Trost kraj Štajerskog Gradca (Graza). U isusovačkoj je crkvi izvodio svoje skladbe.
Skladao je stotinjak 100 djela, crkvenih (kantata, lauretanske litanije, simfonije, komorna djela, mise, oratorije, motet, marijanske antifone, trija) i svjetovnih djela. Sačuvana su u rukopisima u crkvenim, samostanskim i aristokratskim glazbenim zbirkama u Austriji, Češkoj, Slovačkoj, Njemačkoj, zatim u Mađarskoj, Belgiji te u Sloveniji i Hrvatskoj. U glazbi mu se isprepleću obilježja kasnog baroka u rani klasicizam jer je stvarao u doba prijelaza tih dvaju stilskih razdoblja. 
Stil Ivančićevih simfonija ubraja ga u najvažnije vjesnike ranoga klasicizma u habsburškim zemljama.